# Saint-Jean-sur-Vilaine
Saint-Jean-sur-Vilaine è un comune francese di 1 087 abitanti situato nel dipartimento dell'Ille-et-Vilaine nella regione della Bretagna.

## Società

### Evoluzione demografica
Abitanti censiti